# Grotta
Grotta, též grota, je dekorativní umělá jeskyně nebo přírodní jeskyně vzbuzující specifický zájem ze strany člověka. Slovo grotta pochází z italštiny a má stejný původ jako české krypta v latinském crypta převzatém z řeckého κρύπτη krypté, skrytý (prostor).
Uměle vytvořené grotty lze obvykle nalézt ve formě jeskynních výklenků v renesančních a barokních zahradách nebo v přízemních prostorách zámků. Stěny mohou být zdobené krápníkovou omítkou, vsazenými lasturami či plastikami.
V přírodní formě grotta často představuje malé jeskyně u vodních zdrojů. Pitoreskním příkladem je Grotta Azzurra na Capri. Francouzské dívce Bernadettě Soubirousové se Panna Marie Lurdská zjevila také v jeskyni.

## Galerie

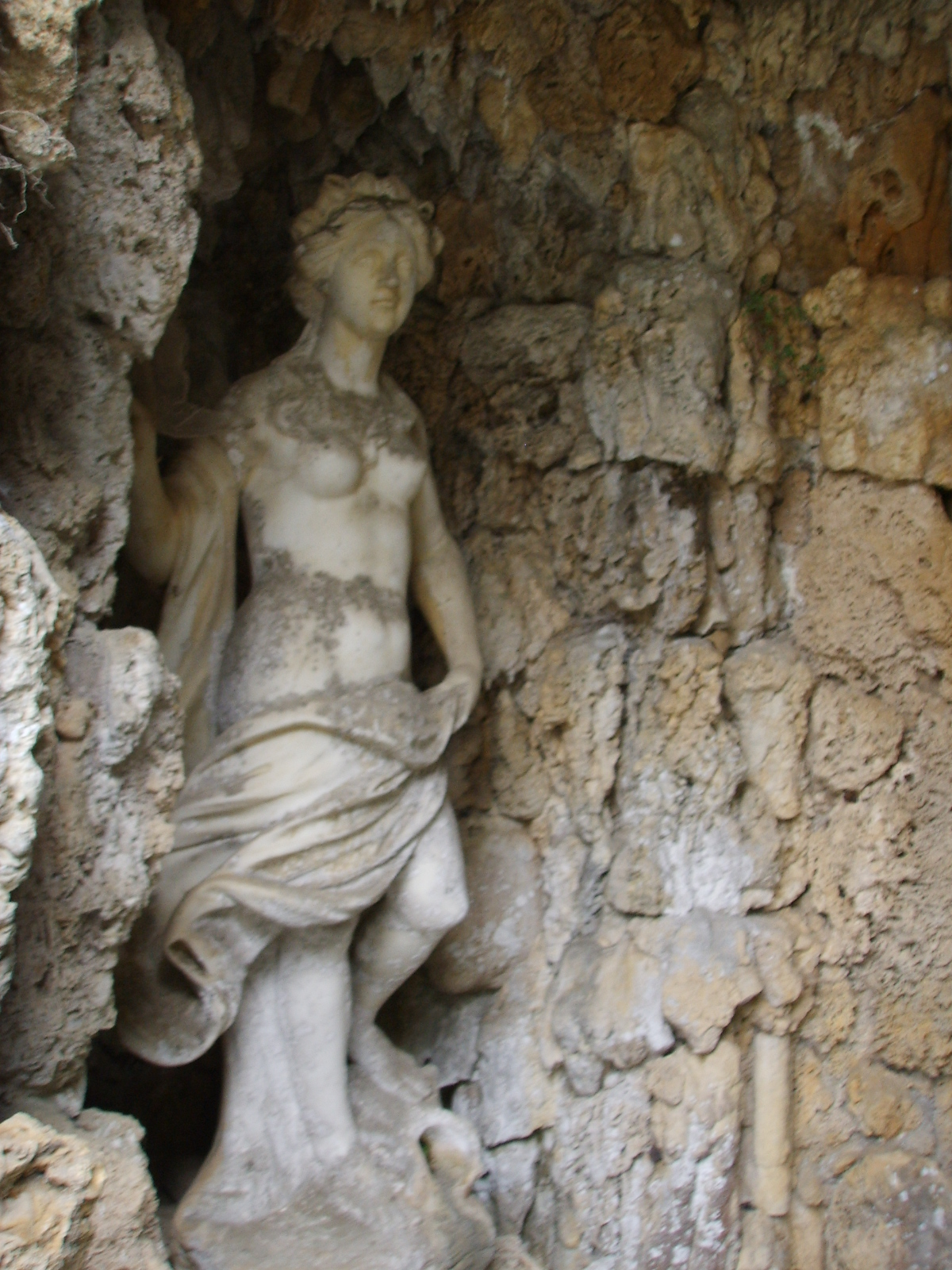
Socha v grottě, Villa Torrigiani
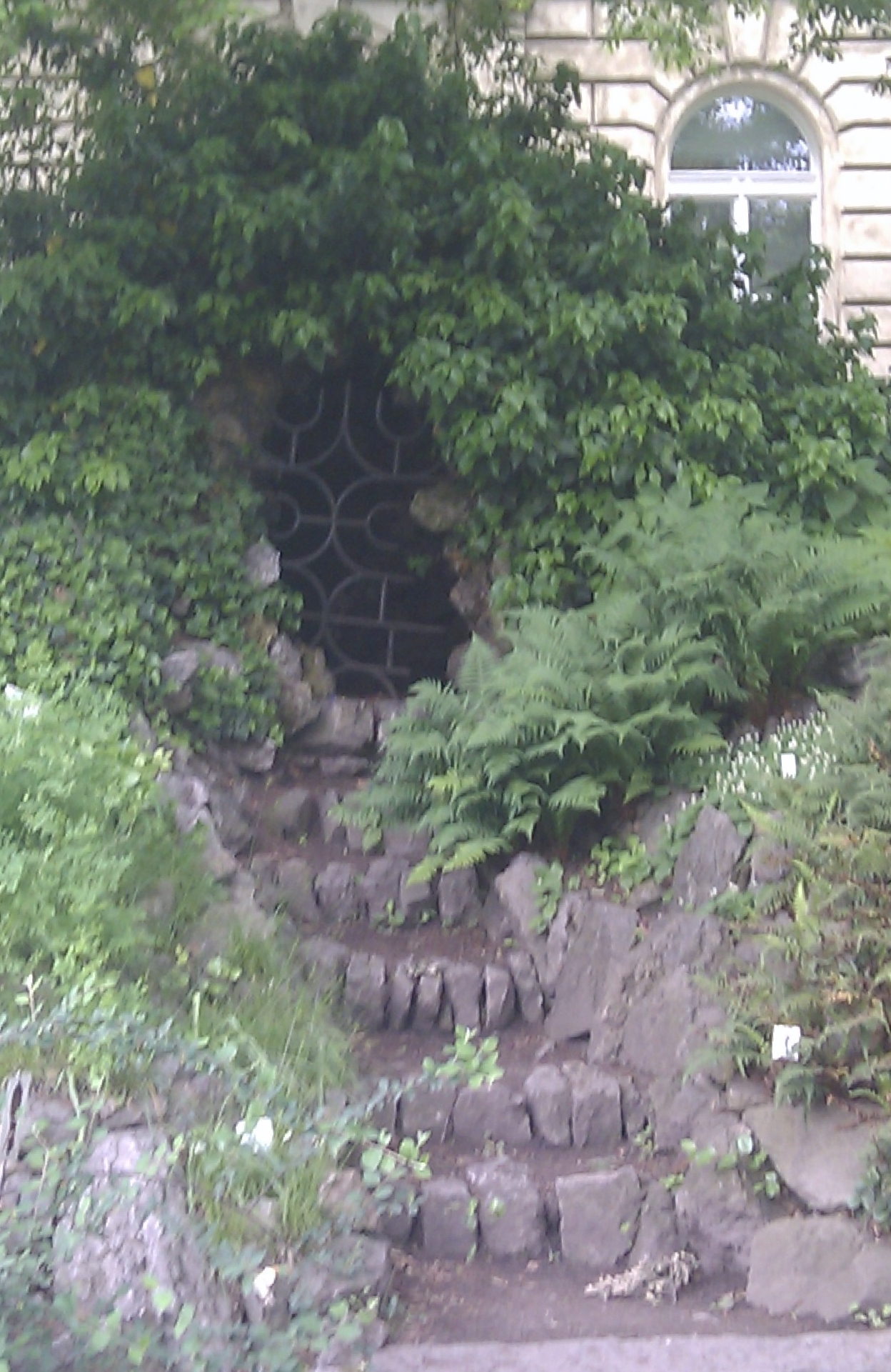
Grotta v pražské Botanické zahradě UK
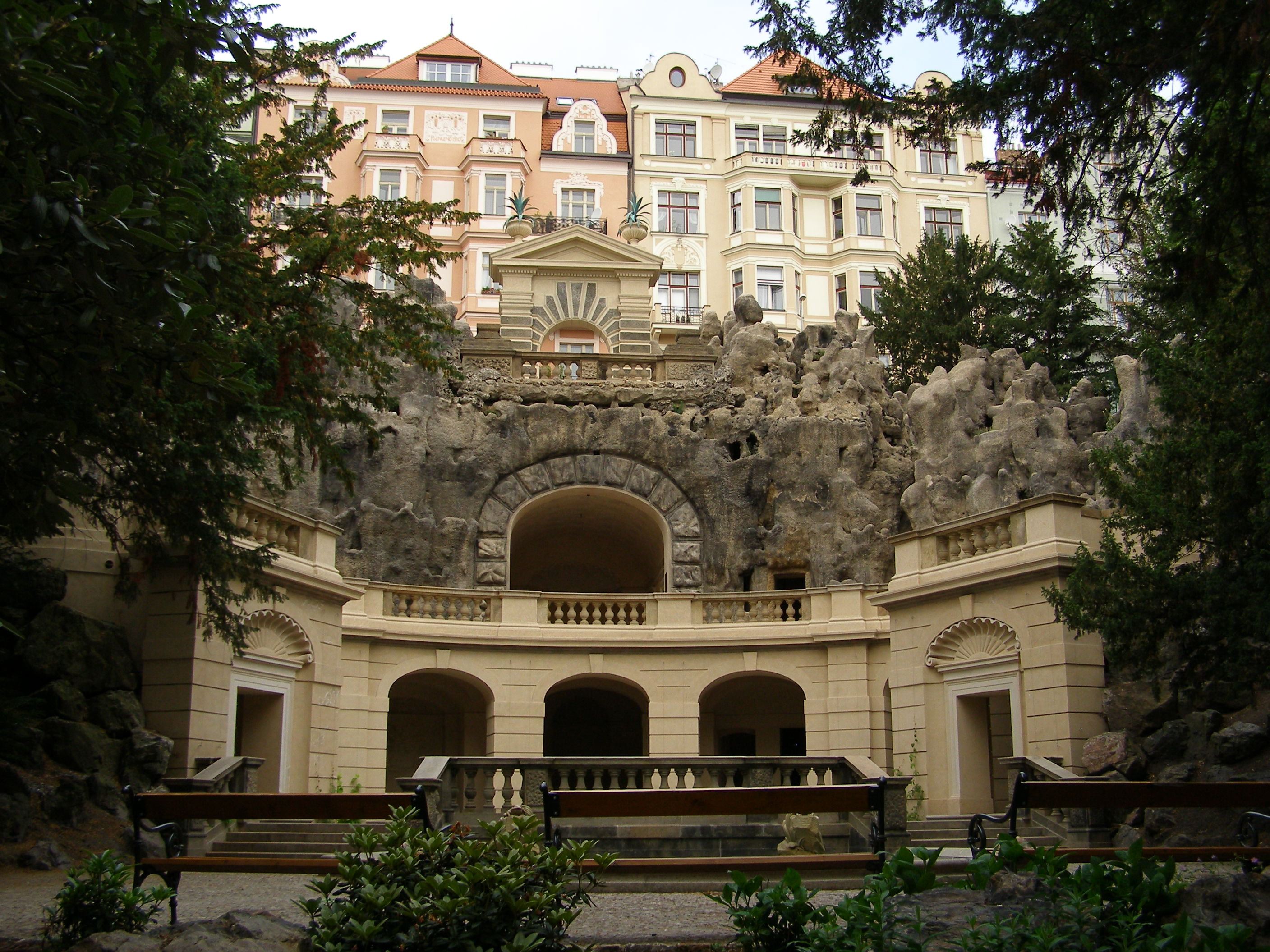
Grotta, vila Grébovka, Vinohrady
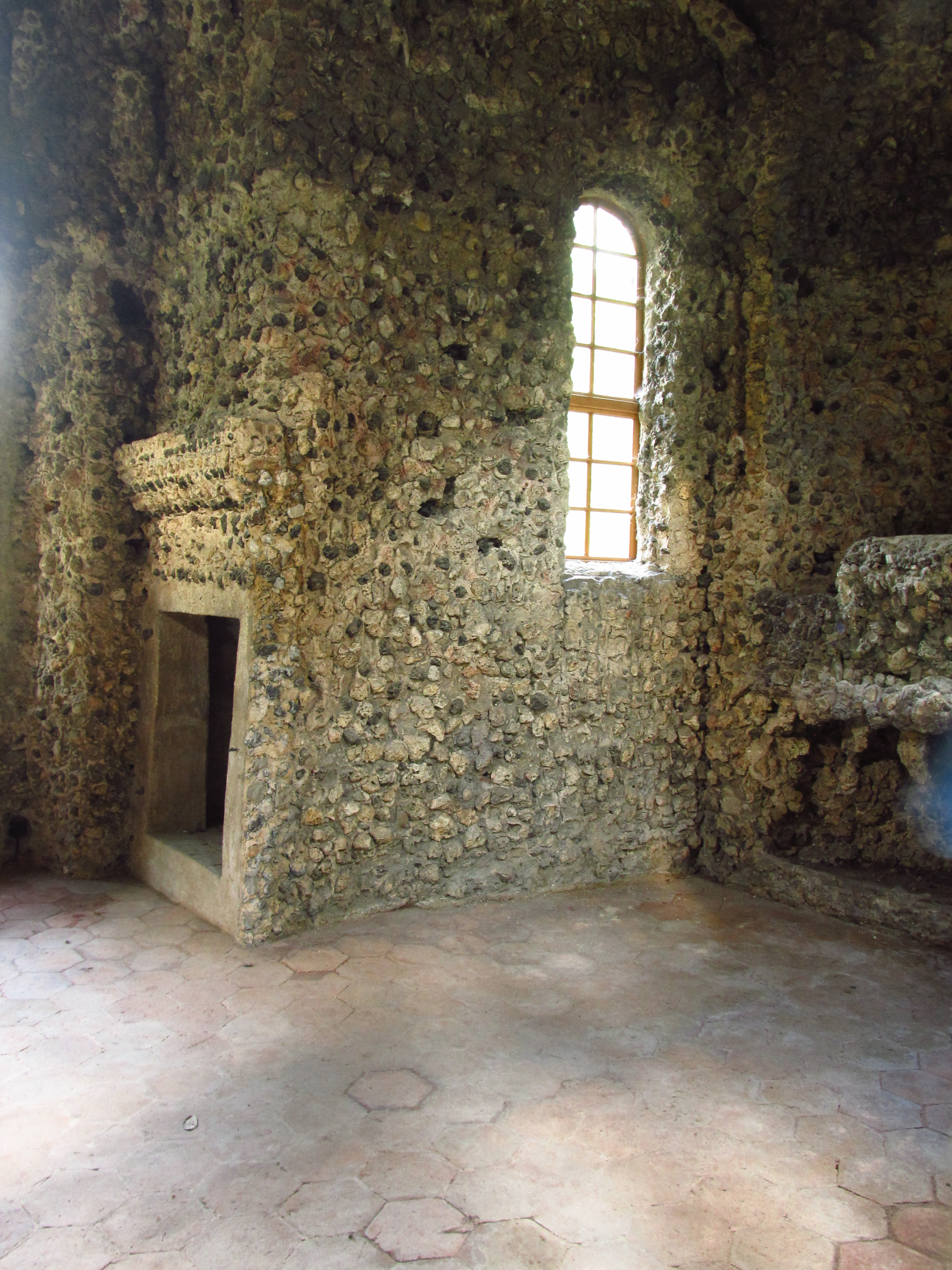
Grottová kaple sv. Eliáše ve Vojanových sadech
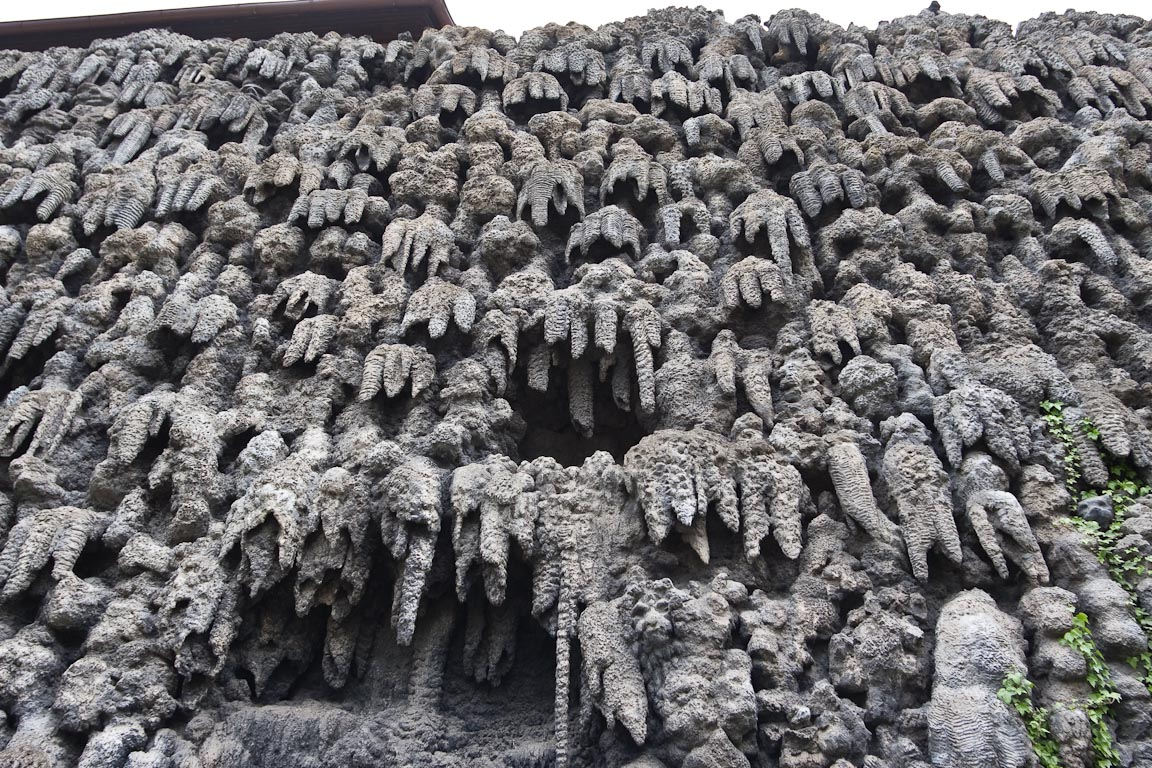
Grottová výzdoba stěny Valdštejnské zahrady
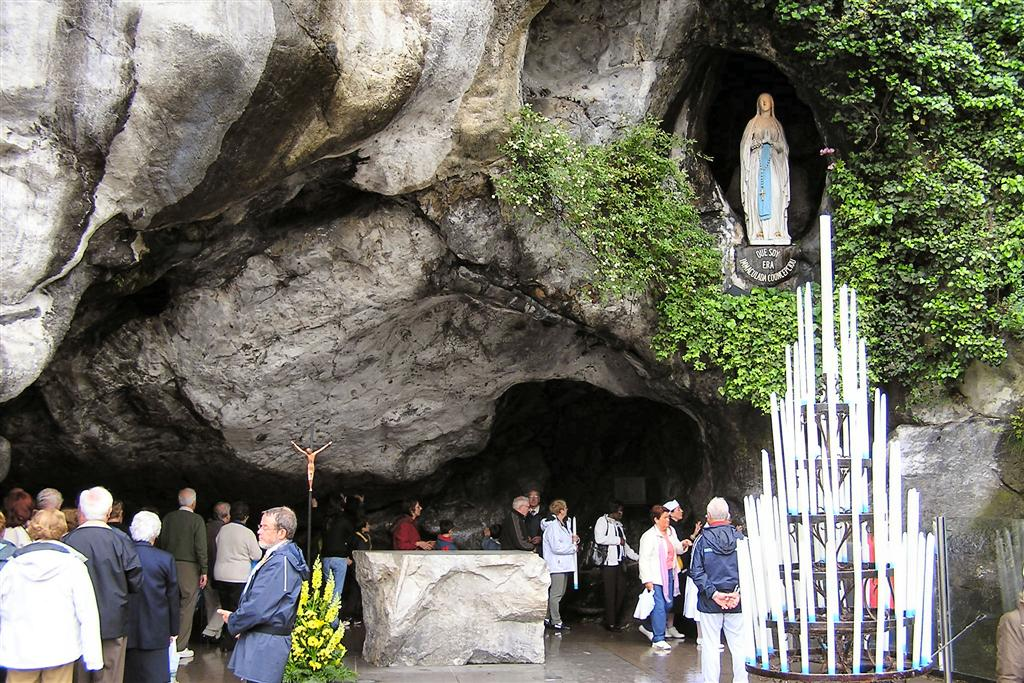
Lurdská grotta v Massabielle
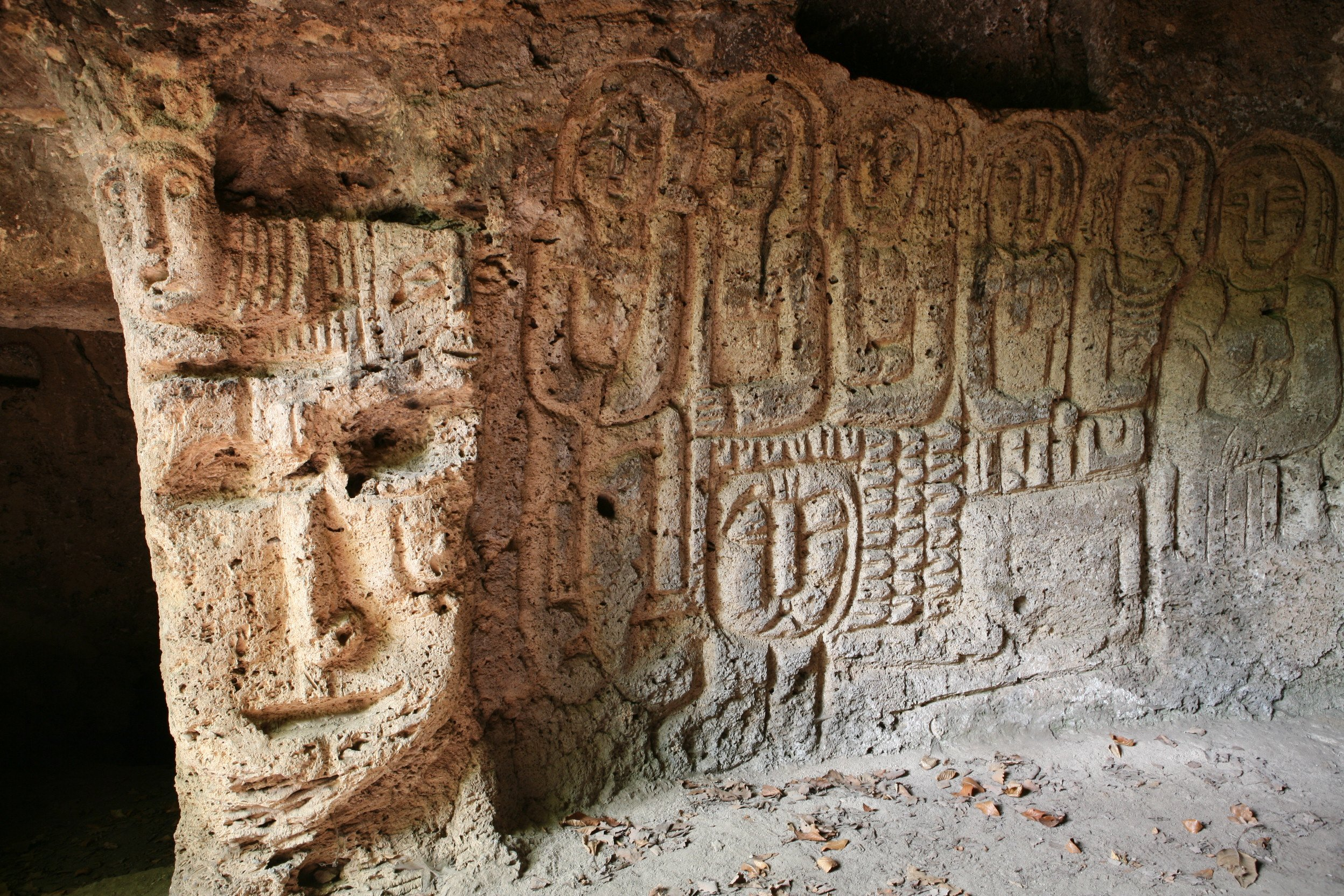
Grotta Anapat, Lastiver, Arménie
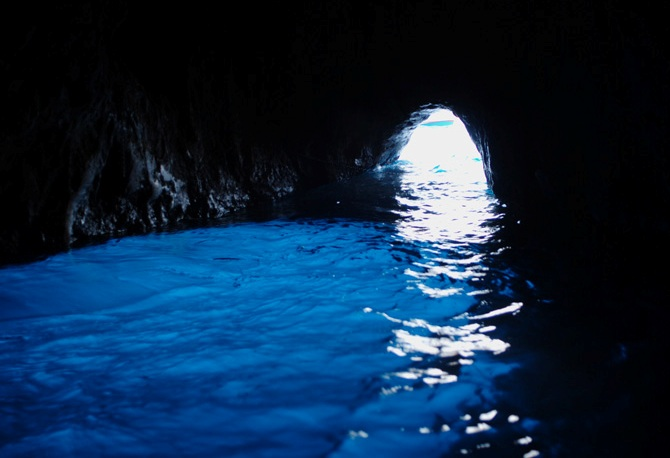
Grotta Azzurra, Capri
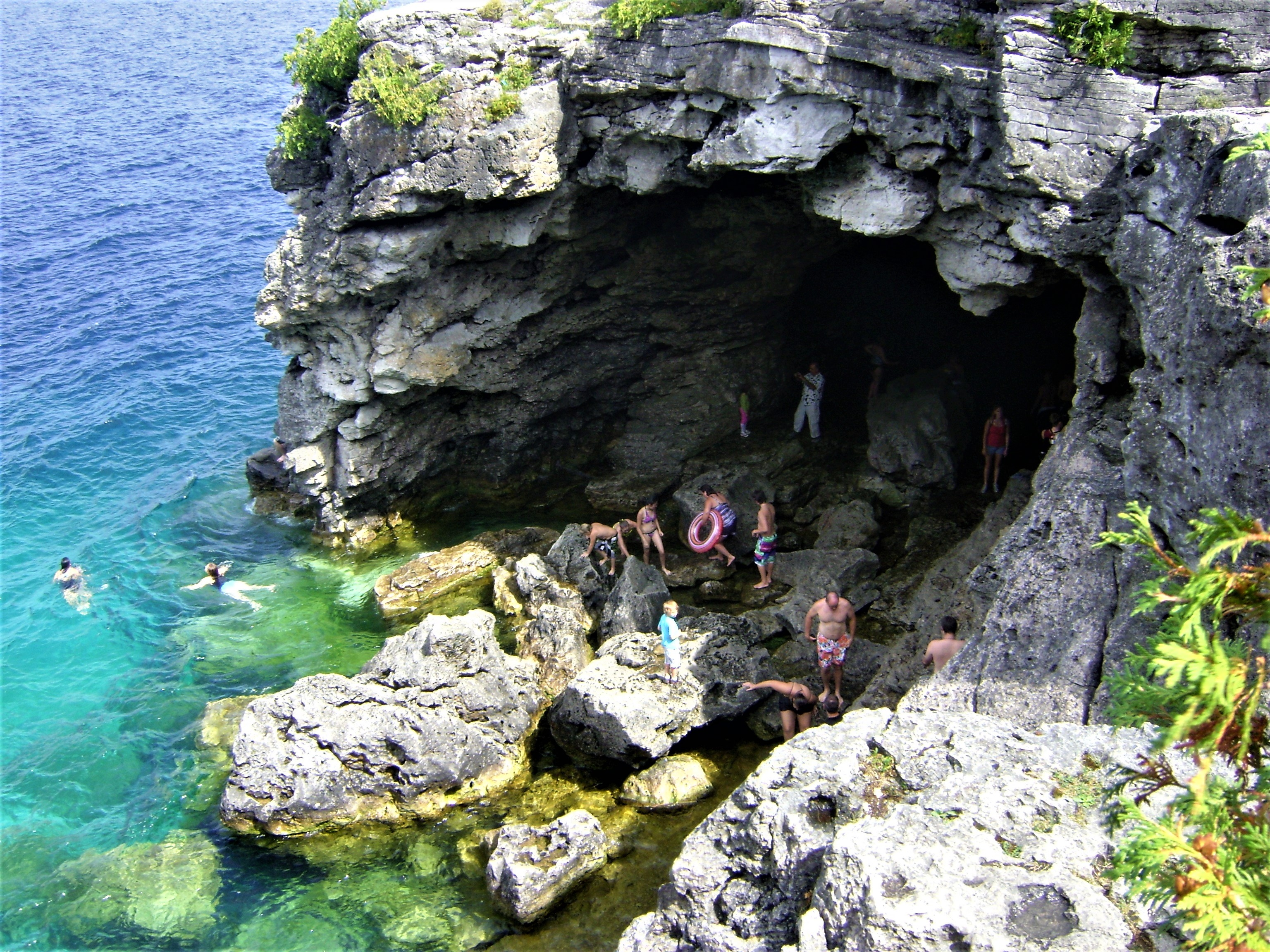
Ontario (provincie), Kanada
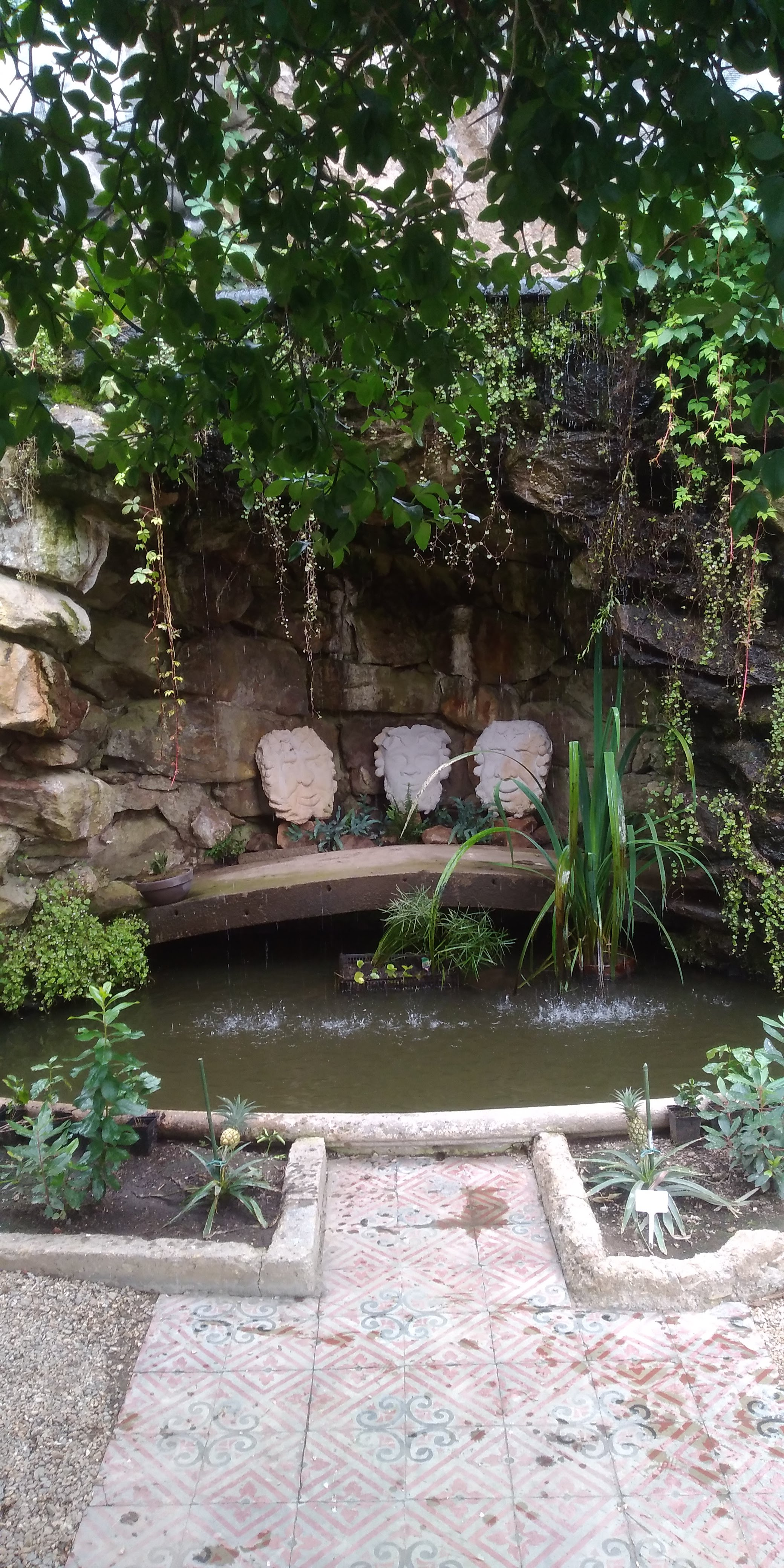
Grotta v zámeckém skleníku ve Světlé nad Sázavou